# Antoni Bancells
Antoni Bancells Pujadas (Barcelona, 1949-2021) fue un dibujante de historietas español que residió en Dinamarca.

## Biografía
Su carrera profesional comenzó en la Editorial Bruguera a principios de los años 1970, como entintador de las páginas que Blas Sanchis hacía, sin firmar, del personaje de Vázquez Anacleto, agente secreto.
Pronto, la incuestionable popularidad de Mortadelo y Filemón hizo que la editorial decidiera formar un equipo de espaldas al creador, Francisco Ibáñez, para hacer historietas del personaje (era habitual que la editorial hiciera y deshiciera con unos personajes que eran propiedad suya y no de sus creadores, y a menudo los dibujantes, hubieran creado o no los personajes, nunca sabían que se hacía del trabajo o ignoraban que ésta no pagaba derechos de autor a los creadores). Bancells trabajó en este equipo hasta el año 1977, momento en el que decide abandonar la editorial Bruguera. Durante su trayectoria en la editorial barcelonesa dibujó páginas de personajes como Mortadelo y Filemón, Doña Urraca, o el reportero Tribulete.
En 1977 comenzó a trabajar para la editorial Egmont, encargada de publicar los cómics de Disney en los países del norte de Europa. Sus primeras colaboraciones fueron historietas protagonizadas por Mickey Mouse, dibujadas con un estilo clásico, si bien más adelante dibujaría páginas del Pato Donald y el Tío Gilito con un estilo influenciado por Giorgio Cavazzano.